# Mysidia stali
Mysidia stali är en insektsart som beskrevs av Broomfield 1985. Mysidia stali ingår i släktet Mysidia och familjen Derbidae. Inga underarter finns listade i Catalogue of Life.